# Julius-Brecht-Allee

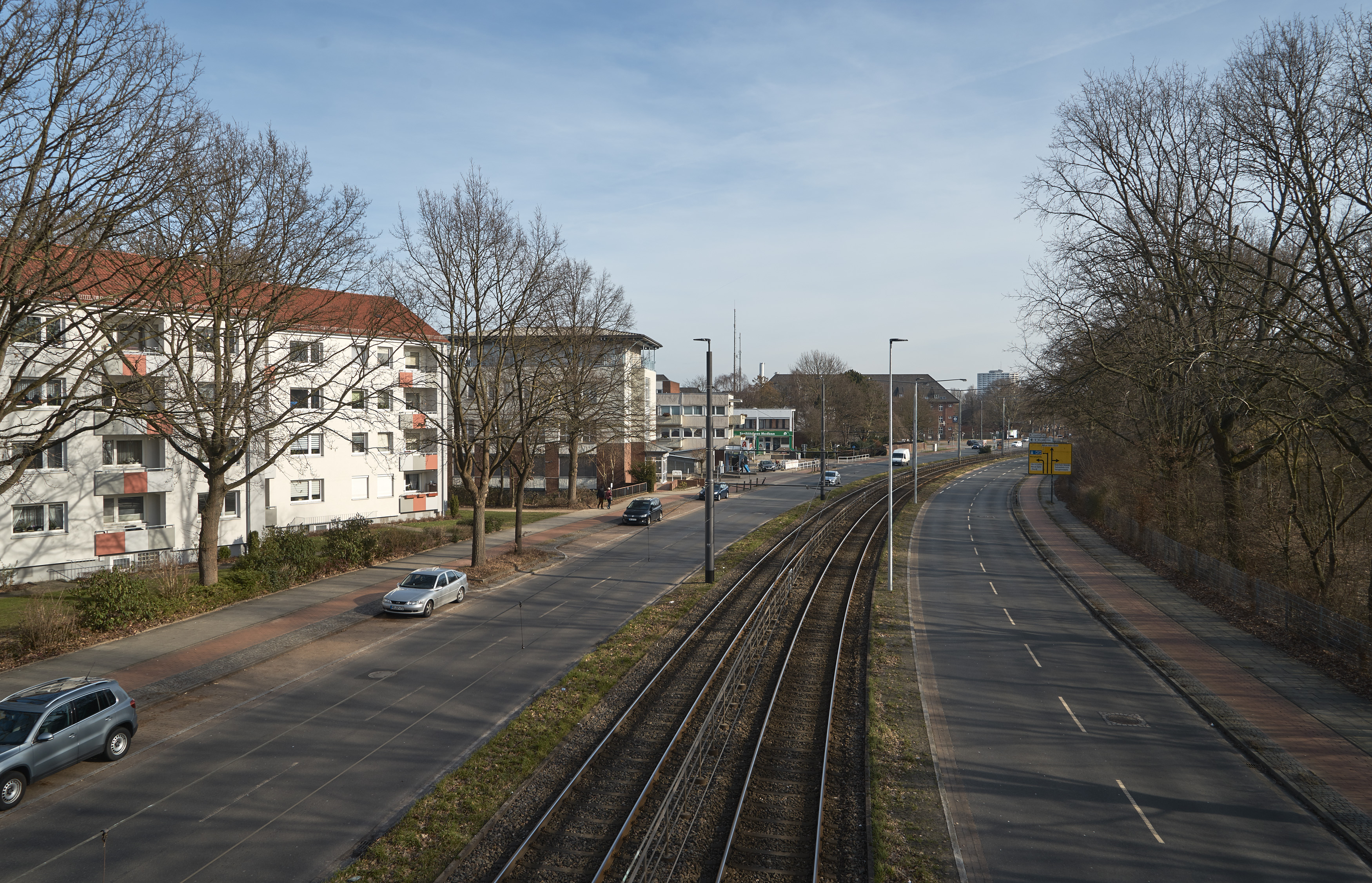
Einmündung Eislebener Straße. Blickrichtung: Kurt-Schumacher-Allee

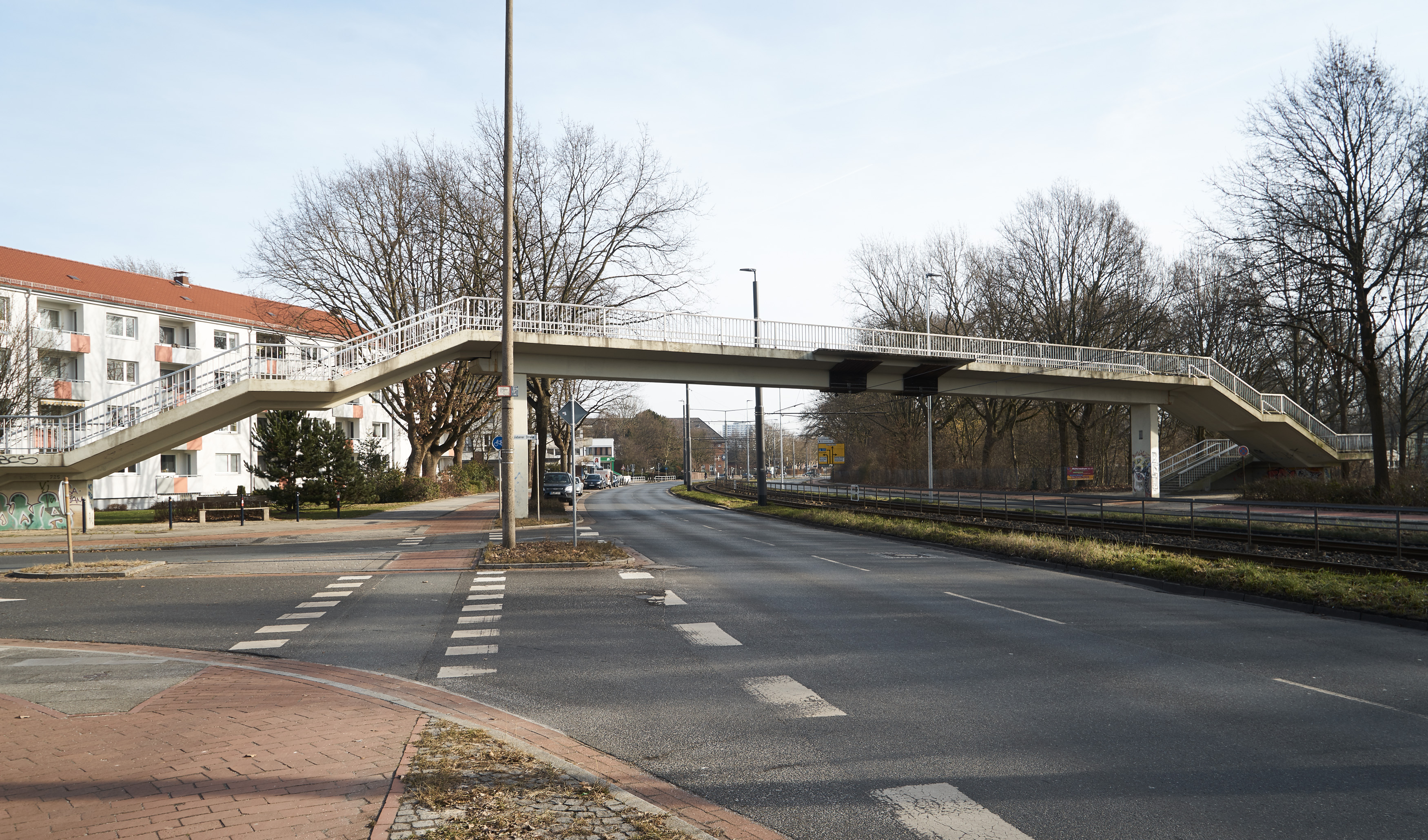
Fußgängerbrücke an der Eislebener Straße. Blickrichtung: Konrad-Adenauer-Allee

Die Julius-Brecht-Allee ist eine zentrale Durchgangsstraße in Bremen, Stadtteil Vahr, Ortsteil Gartenstadt Vahr. Sie führt in Süd-Nord-Richtung von der Steubenstraße bis zur Kurt-Schumacher-Allee.
Die Querstraßen und Anschlussstraßen wurden u. a. benannt als Steubenstraße nach dem preußischen Offizier und US-amerikanischen Generalmajor und Baron Friedrich Wilhelm von Steuben (1730–1794), Konrad-Adenauer-Allee nach dem Politiker (Deutsche Zentrumspartei, CDU) und ersten Bundeskanzler Konrad Adenauer (1876–1967), nach dem Generalfeldmarschall und Reichspräsidenten Paul von Beneckendorff und von Hindenburg (1847–1934), Eislebener Straße nach der Lutherstadt Eisleben, Sonneberger Straße nach der Stadt in Thüringen, In der Vahr und Kurt-Schumacher-Allee nach dem Sozialdemokraten und ersten SPD-Bundesvorsitzenden Kurt Schumacher (1895–1952); ansonsten siehe beim Link zu den Straßen.

## Geschichte

### Name
Die Julius-Brecht-Allee wurde benannt nach dem  SPD-Politiker Julius Brecht (1900–1962). Er war von 1949 bis 1953 Mitglied der Hamburgischen Bürgerschaft und von 1957 bis 1962 Mitglied des Deutschen Bundestages. Er wirkte in Bereichen des sozialen Wohnungsbaus in vielen Städten, so auch in Bremen.

### Entwicklung
Die Vahr (1167 Vare, später Voren; Fuhren = Furche) ist ein sehr junger Stadtteil von Bremen. Die Gartenstadt Vahr wurde ab 1956 städtebaulich von Ernst May (Neue Heimat, Hamburg) für die Gewoba geplant; später kamen bei der Planung die Architekten Max Säume und Günther Hafemann (beide Bremen) als Planer hinzu.

In der ganzen Vahr wurden von 1954 bis 1964 rund 14.000 u. a. sozial geförderte Wohnungen in der Großwohnsiedlung für über 33.000 Einwohner gebaut. Bauherr für viele Wohnungen war die Gewoba.

1972 wurde das Schulzentrum Julius-Brecht-Allee gebaut. 2005 erhielt es einen neuen Trakt.

### Verkehr
Die Straßenbahn der neuen Linie 1 führte ab 1967 vom Arsterdamm bis Blockdiek, 1968 bis Osterholz und seit 2012 bis Tenever und zum Bahnhof Mahndorf. Im Bereich Julius-Brecht-Allee, Eislebener und Sonneberger Straße gab es wegen eines Grundstücks einer Gärtnerei bis 1972 Schwierigkeiten. Der Besitzer wollte sein Grundstück nicht verkaufen und wurde deshalb enteignet. Bis 1972 umfuhr die Straßenbahn das Gelände südlich auf einer kurzen provisorischen Trasse.
Die Straßenbahn Bremen durchfährt heute mit der Linie 1  (Huchting – Mahndorf) die Straße.
Im Nahverkehr in Bremen durchfährt die Straße die Buslinien 21 (Blockdiek ↔ Sebaldsbrück ↔ Universität-Nord).

## Gebäude und Anlagen
An der Straße stehen überwiegend vier- bis sechsgeschossige Gebäude.
Erwähnenswerte Gebäude und Anlagen
- Ecke Konrad-Adenauer-Allee 86: 4-gesch. Oberschule an der Julius-Brecht-Allee mit 550 Schülern; Gebäude von 1972, 2001 saniert (Architekt Horst Rosengart, Bremen) und 2005 neuer 3-gesch. Trakt nach Plänen von Michael Schröder, Bremen (BDA-Preis 2006)
- Nr. 8 bis 24: Drei 4-gesch. Wohnhäuser von um 1970
- Ecke Eislebener Straße 77: 6-gesch. Wohnhaus
- Ecke Eislebener Straße 72/74: 1- bis 3-gesch. Einkaufs- und Bürozentrum Kurfürstenmarkt
- Nr. 56 bis Eislebener Straße 2: Fünf 2-gesch. Reihenhäuser mit Satteldächern
- Fußgängerbrücke von der Eislebener Straße zum Kleingartengebiet und zur Schule
- Eislebener Straße 1 bis 5: 4-gesch. Wohnhaus
- Ecke Sonneberger Straße 2/2a: 3- und 4-gesch. Dienstleistungszentrum mit u. a. Apotheke und Praxen
- Ecke In der Vahr 65: 3-gesch. Paracelsus-Klinik Bremen, früher die Kurfürstenklinik
- An der Ostseite befinden sich Kleingärten sowie
- Ecke zur Straße In der Vahr Nr. 75:  2-gesch. Gebäudeanlage von 1958 mit Pavillons der Grundschule in der Vahr mit um 240 Schülern (2018); gebaut 1958 und 1962 nach Plänen von Max Säume und Günther Hafemann
- In der Vahr 75: 1-gesch. Mütterzentrum Vahr von 1986 mit Kindergruppen, Krippe und Beratungs- sowie Kursangeboten